# Kohei Tomita
Kohei Tomita (冨田 康平 Tomita Kohei?, nacido el 9 de junio de 1996 en Saitama) es un futbolista japonés que se desempeña como defensa.

## Trayectoria

### Clubes
| Club           | País  | Año         |
| -------------- | ----- | ----------- |
| Kyoto Sanga FC | Japón | 2018 - 2022 |

## Estadística de carrera

### J. League
| Club           | Año   | J. League | J. League | Copa J. League | Copa J. League | Total | Total |
| Club           | Año   | Part.     | Goles     | Part.          | Goles          | Part. | Goles |
| -------------- | ----- | --------- | --------- | -------------- | -------------- | ----- | ----- |
| Kyoto Sanga FC | 2018  | 2         | 0         | -              | -              | 2     | 0     |
| Total          | Total | 2         | 0         | 0              | 0              | 2     | 0     |